# Douglas XP-48
Douglas XP-48 là một mẫu máy bay tiêm kích cỡ nhỏ, hạng nhẹ do hãng Douglas Aircraft thiết kế vào năm 1939 cho Quân đoàn Không lực Lục quân Hoa Kỳ (USAAC). Thiết kế này đã bị hủy bỏ trước khi mẫu thử được chế tạo do Lục quân không còn quan tâm tới nó nữa.

## Cảm hứng
Vào những trước trước khi Chiến tranh Thế giới II bùng nổ, một số quốc gia rất quan tâm tới ý tưởng chế tạo máy bay tiêm kích hạng nhẹ, ý tưởng này bắt nguồn từ thiết kế của các máy bay đua. Sau khi xem xét một máy bay đua Caudron của Pháp được sửa đổi, USAAC kết luận Caudron không kinh tế, nên hãng Douglas Aircraft được yêu cầu đưa ra mẫu thiết kế của mình và Douglas đã đưa ra mẫu Model 312 vào năm 1939.

## Tính năng kỹ chiến thuật (XP-48)
Dữ liệu lấy từ 

### Đặc điểm riêng
- Tổ lái: 1
- Chiều dài: 21 ft 9 in (6,63 m)
- Sải cánh: 32 ft (9,8 m)
- Chiều cao: 9 ft (2,7 m)
- Diện tích cánh: 92 sq ft (8,5 m2)
- Trọng lượng rỗng: 2.675 lb (1.213 kg)
- Trọng lượng có tải: 3.400 lb (1.542 kg)
- Động cơ: 1 động cơ piston V-12 làm mát bằng chất lỏng Ranger SGV-770, công suất 525 hp (391 kW)

### Hiệu suất bay
- Vận tốc cực đại: 525 mph (845 km/h; 456 kn)

### Vũ khí
- 1 súng máy.30 caliber và 1 súng máy.50 caliber

### Máy bay có tính năng tương đương
- Bell XP-77
- Caudron C.714
- Miles M.20
- Tucker XP-57

### Danh sách khác
- Danh sách máy bay tiêm kích
- Danh sách máy bay quân sự của Hoa Kỳ